# Liste der Naturdenkmale in Dornstadt
| Naturdenkmale | Anzahl |
| ------------- | ------ |
| FND           | 6      |
| END           | 31     |
| Gesamt        | 37     |

Die Liste der Naturdenkmale in Dornstadt nennt die verordneten Naturdenkmale (ND) der im baden-württembergischen Alb-Donau-Kreis liegenden Stadt Dornstadt. In Dornstadt gibt es insgesamt 37 als Naturdenkmal geschützte Objekte, davon 6 flächenhafte Naturdenkmale (FND) und 31 Einzelgebilde-Naturdenkmale (END).
Stand: 31. Oktober 2016.

## Flächenhafte Naturdenkmale (FND)
| Name                                                     | Bild | Kennung     | Einzelheiten | Position | Fläche Hektar | Datum         |
| -------------------------------------------------------- | ---- | ----------- | ------------ | -------- | ------------- | ------------- |
| Hüle mit Baumbestand (Menzhüle)                          | BW   | 84250310018 | Dornstadt    | ⊙        | 0,1           | 30. Nov. 1998 |
| Hüle mit Baumbestand                                     | BW   | 84250310035 | Dornstadt    | ⊙        | 0,1           | 30. Nov. 1998 |
| Hüle mit Baumbestand                                     | BW   | 84250310038 | Dornstadt    | ⊙        | 0,1           | 30. Nov. 1998 |
| Hüle mit Gehölzbestand                                   | BW   | 84250310041 | Dornstadt    | ⊙        | 0,1           | 30. Nov. 1998 |
| Lehmgrubenweiher                                         | BW   | 84250310002 | Dornstadt    | ⊙        | 0,2           | 30. Nov. 1998 |
| Trockenbiotop-Komplex mit 2 Rotbuchen (C.2a, C.2b, C.2c) | BW   | 84250310019 | Dornstadt    | ⊙        | 0,8           | 30. Nov. 1998 |
| Legende für Naturdenkmal                                 |      |             |              |          |               |               |

## Einzelgebilde (END)
| Name                                               | Bild | Kennung     | Einzelheiten                                                    | Position | Fläche Hektar | Datum         |
| -------------------------------------------------- | --- | ----------- | --------------------------------------------------------------- | -------- | ------------- | ------------- |
| Buchenhain mit Mehlbeere (D.4a–D.4i)               | BW | 84250310031 | Dornstadt                                                       | ⊙        | 0,0           | 30. Nov. 1998 |
| Lindengruppe (D1.a–D1.s)                           | BW | 84250310028 | Dornstadt                                                       | ⊙        | 0,0           | 30. Nov. 1998 |
| 1 Buche und 1 Eiche (D.5a, D.5b)                   | BW | 84250310032 | Dornstadt Nicht mehr in der LUBW-Datenbank vorhanden.           | ⊙        | 0,0           | 30. Nov. 1998 |
| 1 Rotbuche und 3 Eichen (C.10a–C.10d)              | BW | 84250310027 | Dornstadt, Scharenstetten am Grillplatz in einer Hutebaumgruppe | ⊙        | 0,0           | 30. Nov. 1998 |
| 1 Rotbuche                                         | BW | 84250310030 | Dornstadt Nicht mehr in der LUBW-Datenbank vorhanden.           | ⊙        | 0,0           | 30. Nov. 1998 |
| 1 Sommerlinde                                      | BW | 84250310004 | Dornstadt                                                       | ⊙        | 0,0           | 30. Nov. 1998 |
| 1 Sommerlinde                                      | BW | 84250310007 | Dornstadt                                                       | ⊙        | 0,0           | 30. Nov. 1998 |
| 1 Sommerlinde                                      | BW | 84250310008 | Dornstadt                                                       | ⊙        | 0,0           | 30. Nov. 1998 |
| 1 Sommerlinde                                      | BW | 84250310009 | Dornstadt                                                       | ⊙        | 0,0           | 30. Nov. 1998 |
| 1 Sommerlinde                                      | BW | 84250310010 | Dornstadt                                                       | ⊙        | 0,0           | 30. Nov. 1998 |
| 1 Sommerlinde                                      | BW | 84250310012 | Dornstadt                                                       | ⊙        | 0,0           | 30. Nov. 1998 |
| 1 Sommerlinde                                      | BW | 84250310016 | Dornstadt                                                       | ⊙        | 0,0           | 30. Nov. 1998 |
| 1 Sommerlinde                                      | BW | 84250310017 | Dornstadt                                                       | ⊙        | 0,0           | 30. Nov. 1998 |
| 1 Sommerlinde                                      | BW | 84250310023 | Dornstadt                                                       | ⊙        | 0,0           | 30. Nov. 1998 |
| 1 Sommerlinde                                      | BW | 84250310024 | Dornstadt                                                       | ⊙        | 0,0           | 30. Nov. 1998 |
| 1 Sommerlinde                                      | BW | 84250310025 | Dornstadt                                                       | ⊙        | 0,0           | 30. Nov. 1998 |
| 1 Stieleiche                                       | BW | 84250310003 | Dornstadt                                                       | ⊙        | 0,0           | 30. Nov. 1998 |
| 1 Stieleiche                                       | BW | 84250310015 | Dornstadt                                                       | ⊙        | 0,0           | 30. Nov. 1998 |
| 1 Stieleiche                                       | BW | 84250310034 | Dornstadt                                                       | ⊙        | 0,0           | 30. Nov. 1998 |
| 1 Stieleiche                                       | BW | 84250310040 | Dornstadt                                                       | ⊙        | 0,0           | 30. Nov. 1998 |
| 1 Stieleiche                                       | BW | 84250310042 | Dornstadt                                                       | ⊙        | 0,0           | 30. Nov. 1998 |
| 1 Stieleiche                                       | BW | 84250310043 | Dornstadt                                                       | ⊙        | 0,0           | 30. Nov. 1998 |
| 1 Stieleiche                                       | BW | 84250310044 | Dornstadt                                                       | ⊙        | 0,0           | 30. Nov. 1998 |
| 1 Ulme                                             | BW | 84250310022 | Dornstadt                                                       | ⊙        | 0,0           | 30. Nov. 1998 |
| 1 Winterlinde und 1 Sommerlinde (E.2a, E.2b)       | BW | 84250310036 | Dornstadt                                                       | ⊙        | 0,0           | 30. Nov. 1998 |
| 1 Winterlinde und 1 Sommerlinde (E.3a, E.3b)       | BW | 84250310037 | Dornstadt                                                       | ⊙        | 0,0           | 30. Nov. 1998 |
| 1 Winterlinde                                      | BW | 84250310029 | Dornstadt                                                       | ⊙        | 0,0           | 30. Nov. 1998 |
| 2 Rotbuchen Genannt: Hutebuchen bei Scharenstetten | [[Vorlage:Bilderwunsch/code!/C:48.514128333333,9.869885!/D:2 Rotbuchen Genannt: Hutebuchen bei Scharenstetten !/\|BW]] | 84250310026 | Dornstadt, Scharenstetten am Grillplatz in einer Hutebaumgruppe | ⊙        | 0,0           | 30. Nov. 1998 |
| 2 Sommerlinden (B.11a, B.11b)                      | BW | 84250310014 | Dornstadt                                                       | ⊙        | 0,0           | 30. Nov. 1998 |
| 2 Stieleichen mit Steinriegel                      | BW | 84250310033 | Dornstadt                                                       | ⊙        | 0,0           | 30. Nov. 1998 |
| 3 Sommerlinden (B.3a–B.3c)                         | BW | 84250310006 | Dornstadt                                                       | ⊙        | 0,0           | 30. Nov. 1998 |
| 3 Sommerlinden (E.5a–E.5c)                         | BW | 84250310039 | Dornstadt                                                       | ⊙        | 0,0           | 30. Nov. 1998 |
| 4 Sommerlinden (B.8a–B.8d)                         | BW | 84250310011 | Dornstadt                                                       | ⊙        | 0,0           | 30. Nov. 1998 |
| Legende für Naturdenkmal                           | |             |                                                                 |          |               |               |